# Pueblo Nuevo Solistahuacán
Pueblo Nuevo Solistahuacán là một đô thị thuộc bang Chiapas, Mexico. Năm 2005, dân số của đô thị này là 27832 người.